# Osterwald, Oberende
Osterwald, Oberende war eine Gemeinde im niedersächsischen Landkreis Hannover.

## Geschichte

### Bevölkerungsentwicklung
In Osterwald Oberende lebten Ende 2005 etwa 3500 Einwohner auf 13,3 km2. Die Bevölkerungsdichte betrug zu jenem Zeitpunkt etwa 260 je km2.
Am 6. Juni 1961 lebten in der damaligen Gemeinde 1456 Einwohner, am 27. Mai 1970 waren es 1932 Einwohner.

### Eingemeindungen
Am 1. März 1974 wurde die Gemeinde Osterwald, Oberende in die Stadt Garbsen eingegliedert. Osterwald Oberende ist seitdem ein Ortsteil der Stadt Garbsen.

## Politik

### Ortsrat
Der Ortsrat der Ortschaft Osterwald, der die Orte Osterwald Oberende, Osterwald Unterende und Heitlingen vertritt, setzt sich aus zwei Ratsfrauen und sieben Ratsherren zusammen. 
Sitzverteilung
- SPD: 3 Sitze
- CDU: 3 Sitze
- FDP: 1 Sitz
- Grüne: 1 Sitz
- AFD: 1 Sitz

(Stand: Kommunalwahl 2021)

### Ortsbürgermeister
Der Ortsbürgermeister ist Norbert Gehrke (SPD). Sein Stellvertreter ist Rolf-Günther Traenapp (CDU).